# Haliaetum
Haliaetum ou Alun est le nom d'un ancien port romain, dont les vestiges sont situés dans la baie de Simon (sl), à l'ouest de l'actuelle Izola, en Slovénie. Sous l'eau se trouvent les restes d'une jetée de 55 mètres de long et de plus de cinq mètres de large, avec un brise-lames de 110 mètres de long et de 6,5 mètres de large, qui aurait pu être utilisé par des navires de 30 mètres de long. C'est le plus grand port romain antique connu dans cette partie de l'Istrie.
Le plus remarquable des vestiges de la colonie est la luxueuse villa de bord de mer de plus de 3000 m², avec 600 m² de mosaïques de sol préservées, qui aurait été construite sous le règne de l'empereur Auguste. La colonie disposait également d'un système d'adduction d'eau et d'égouts, mais son étendue n'est pas encore connue. De plus petites trouvailles (artefacts) de la région, telles que des amphores, d'autres vaisselles et couverts et des outils, sont conservées dans divers musées, tels que le musée régional de Koper (sl) et le musée maritime de Piran (sl).
Le site est ouvert aux visiteurs en tant que parc archéologique de la baie de Simon, avec un centre d'interprétation et un chemin archéologique sous-marin pour les plongeurs.